# Navă cu aburi

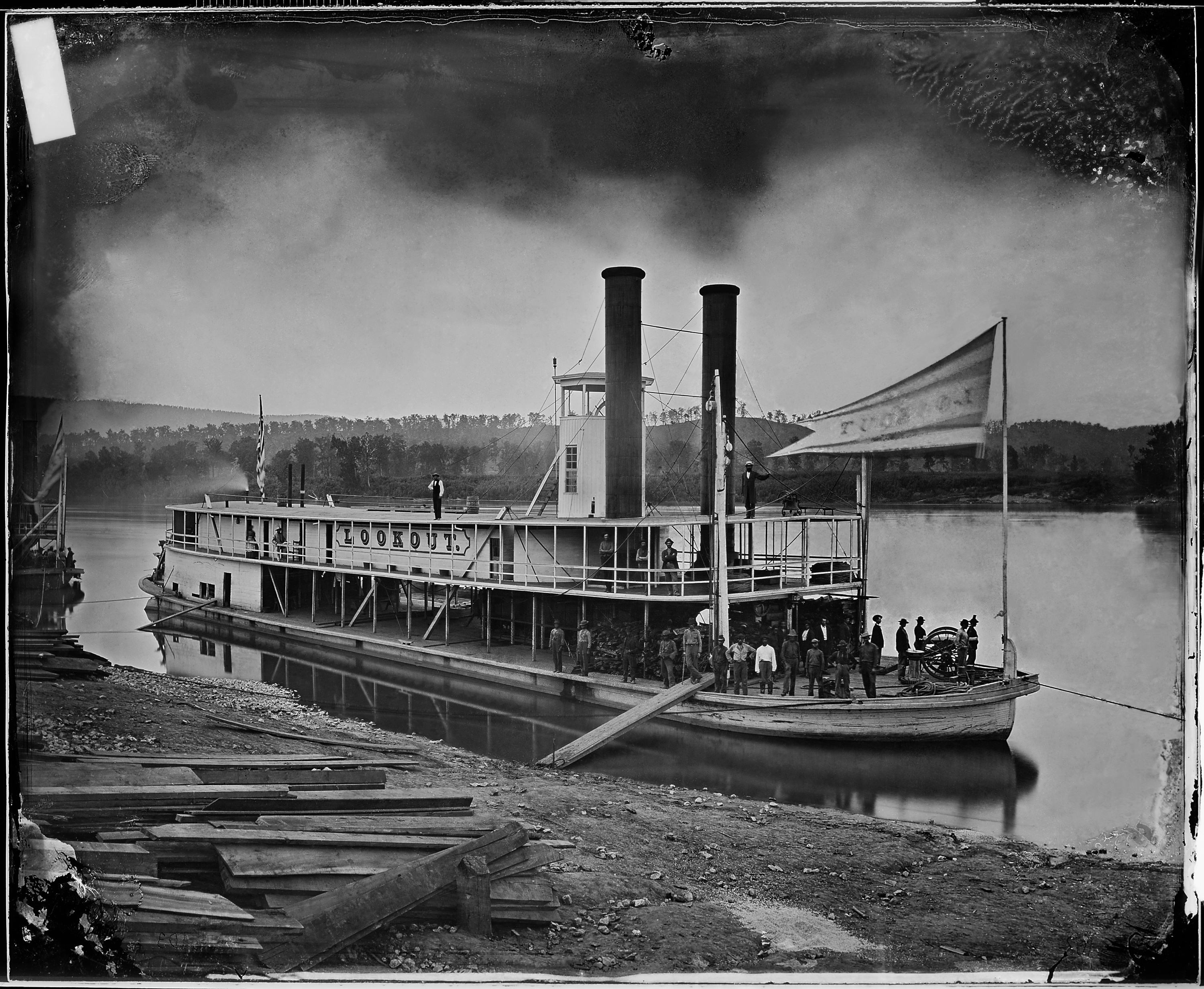
Navă cu aburi pe râul Tennessee, 1860 - 1865.

Nava cu aburi sau vaporul (în engleză steamer, steamship sau steamboat - steam, aburi, vapori și boat, navă, ambarcațiune) este o navă care este propulsată de forța aburului produs de un generator de abur, folosind fie o roată cu zbaturi, fie o elice.
Mulți specialiști cred că Robert Fulton a fost inventatorul navei cu abur. Însă existau deja diferite variante ale unor ambarcațiuni propulsate de puterea aburului înaintea invenției lui Fulton. Meritul acestuia constă în demonstrarea faptului că, un vapor bine construit, se putea realiza cu tehnica disponibilă la acea vreme și putea fi o modalitate viabilă de transport. În general, oamenii priveau cu destulă neîncredere aceste construcții navale de forme neobișnuite, ce scoteau nori de fum negru pe coșuri înalte și înguste.
17 martie 1807 este o zi memorabilă în istoria marinei căci atunci a fost realizată prima traversare a Canalului Mânecii de către o navă cu aburi.
Primul vapor cu elice a fost construit de austriacul Josef Ressel; în 1836 nava s-a dovedit superioară ca viteză și forță navelor cu zbaturi. Prima navă modernă de pasageri, având carena construită din metal (în loc de lemn) și propulsată de un motor cu aburi care acționa o elice axială (în loc de roți cu zbaturi) a fost Great Britain, proiectată de Isambard Kingdom Brunel și lansată la apă în 1843.
În prezent cel mai mare vapor din lume este American Queen.

## Vezi și
- Navigația cu nave cu aburi pe Mississippi
- Navigația cu nave cu aburi pe râul Volga
- Motor cu abur
- Navă
- Navă cu zbaturi
- Vapor
- Vase cu aburi în portul Rouen